# PSA航空
PSA航空（ピーエスエーこうくう、英語: PSA Airlines）は、アメリカ合衆国オハイオ州デイトンに拠点を置くリージョナル航空会社である。同社はアメリカン航空グループの完全子会社であり、アメリカン航空の路線網においてグループ内外の数社とともにアメリカン・イーグル (航空ブランド)として運航しており、2024年末における一日の運航便数は750便としている。